# Tokyo jungle
Tokyo Jungle es un Juego de supervivencia y acción de ciencia ficción desarrollado por Crispy's! y Japan Studios y publicado por Sony Computer Entertainment para la Playstation 3 el juego toma lugar en un Desierto y futurista Tokyo, en el que la ciudad ha sido transformada en un feroz páramo de vida silvestre .
Tokyo Jungle Fue lanzado en Japón el 7 de Junio 2012, disponible tanto en formato de disco y versiones digitales. La lanzamiento internacional del juego estuvo disponible para descarga vía PSN en América del Norte y la región de "PAL"  el 25 y 26 de Septiembre del 2012, respectivamente. Estuvo incluido en el "Best of PlayStation Network Vol. 1" el cual es un disco de recopilación, lanzado en las regiones NTSC el 18 de junio de 2013.
El 10 de Julio del 2013, una versión basada en cuadriculas del juego titulado Tokyo Jungle Mobile fue lanzado en PlayStation Mobile para la PlayStation Vita.

## Jugabilidad
Tokyo Jungle tiene dos modos: Historia y Supervivencia.
- En modo de Historia, el jugador juega a través de misiones centradas alrededor de varios animales. Eventualmente, el jugador descubrirá la verdad detrás la desaparición del ser humano. Pomerania Los perros son personajes claves  en la historia, así como un Ciervo Japonés, Beagle, Tosa, Hiena, Leones, y un par de perros robóticos qué parecerse a AIBOs.
- En el modo Supervivencia, el jugador, o jugadores (hay un modo multijugador local), toma control de un animal y pelea por la supervivencia contra otros animales por tanto tiempo como sea posible. Tokyo Jungle tiene una tabla de clasificación en linea así que los jugadores pueden comparar sus habilidades de supervivencia uno contra otro. Los animales más pequeños lucharán en grupos, y el grupo del jugador puede ganar peleas contra animales más grandes mientras un miembro del grupo sobreviva a la pelea.

El jugador tendrá que construir una manada de animales. Esto es más fácil para algunos herbívoros, el cual significa el jugador puede no necesariamente estar en desventaja incluso si  escogen un animal más débil. Hay 50 razas y 80 tipos de animales en el juego, incluyendo Pomeranias, leones, cocodrilos, tigres, jirafas, hipopotamos, Guepardos, chimpancés, Gacelas, Pollos, Beagles, Dilophosaurios, Hienas, Deinonychus, y Ciervo Japonés. Conforme el jugador avanza atraves del juego, desbloqueará nuevos animales jugables. Hay otros animales los cuales están disponible para el jugador como contenido descargable de la  PlayStation Store, los cuales incluyen un Terrier Sedoso, un Tigre Dientes de Sable, un perro robot, un Homo erectus, un (humano) trabajador de oficina, Pomeranias blanco y negro, un gato, un panda, un cocodrilo, un canguro, y una jirafa.

## Trama
En algún momento del siglo 21, La humanidad se ha extinto, dejando a los animales solos, con la necesidad de sobrevivir valiéndose por si mismos. Las calles una vez ocupadas de Tokio son ahora el hogar de leones, tigres, pollos, y varios otros animales. Todos ellos ahora están luchando por sobrevivir.
- Tras quedarse sin comida para mascotas, el Pomerania ahora tiene que valerse por sí mismo en un Tokio ahora salvaje y feroz. Los jefes a los que se enfrenta son gatos gordos, aunque uno de ellos es combatido por sus hijos. Termina su historia estableciendo una pequeña manada de Pomeranias.
- Dos cervatillos de Ciervo Japonés buscan a su madre en las hostiles calles de Tokio. Los cervatillos se separan brevemente y su reencuentro es efímero: uno de los dos es asesinado por un guepardo y el otro continúa la búsqueda. Su historia termina con una serie de pistas frías que conducen a un callejón sin salida.
- Un Beagle hambriento intenta derrocar a un tiránico Tosa. Él construye un ejército con sus cachorros para luchar contra los Tosa. El jefe al que se enfrenta es el propio Tosa. El jefe Beagle luego es asesinado por una hiena.
- El Tosa es herido por el Beagle y debe escapar. Luego trabaja para recuperar su honor perdido. El Tosa es entrenado por un oso para luchar mejor, y se enfrenta a todo el ejército de la Manada Nómada, y logra matarlos a todos. Se enfrenta a un duelo con el líder de la manada, la hiena, y lo mata. Su historia termina con él retomando su posición y se da a entender que se convirtió en un líder en lugar de un tirano. Los Jefes a los que se enfrenta son  un chimpancé, un cocodrilo, un tigre y en su etapa final dos hienas gigantes, un Tigre dientes de sable y la misma hiena que derrocó a su amo.
- La leona y su grupo de caza tienen que cazar a los animales seleccionados por toda el área del metro. El jefe al que se enfrenta es un canguro con cuatro conejos como compañeros. Ella termina su historia volviendo a su familia después de cazar.
- El león macho tiene que defender su manada de los leones machos nómadas. Los jefes a los que se enfrenta son cuatro hienas y un león nómada rival. Su historia termina con él derrotando a la manada, permitiendo que su familia viva en paz.
- Las hienas pretenden acabar con el Beagle. La hiena jefe mata al Beagle y se apodera de su territorio. El jefe al que se enfrenta es el propio Beagle. Su historia termina con él luchando contra el León Nómada por el control de la manada, y la historia de Tosa continúa casi inmediatamente después, donde se descubre que mató al León y huye de el  Tosa, que está tratando de matarlo. Tosa lo alcanza y lucha contra él, y prevalece, y la hiena muere después de un último intento por matar a su rival.
- ERC-003 es un perro robótico parecido a un Sony AIBO cuyo nombre en código es "Lily". Después de ser encontrado por ERC-X con su familia de dos lobos, ERC-003 ahora tiene que escanear todo Tokio en busca de las señales de desastre emitidas por las instalaciones subterráneas de los humanos. Entonces se enfrenta a una elección moral: si devolver la humanidad a Tokio o dejar que los animales gobiernen. Si eliges "sí", finalizará el juego, mientras que "no" activará una serie de peleas con jefes finales y lo que se considera el "final verdadero". El primer jefe al que se enfrenta es el Tosa al igual que lo fue el Beagle. A menos que haya decidido traer de vuelta a los humanos, los jefes a los que se enfrenta son su antiguo amigo ERC-X, dos Deinonychus, dos Smilodones y el jefe final, el ERC X mejorado llamado ERC-X II. O bien vive con los futuros humanos, o muere por sus heridas durante una pelea para salvar a los animales de ser exterminados por los humanos.

El director Yohei Kataoka quería crear un juego que fuera original, y señaló que los animales y la idea de un mundo sin humanos un mundo sin humanos eran ambos conceptos individualmente "universales" que podían combinarse para crear algo "muy atractivo, muy nuevo y muy emocionante". Después de idear el escenario, el equipo de Kataoka creó un prototipo del concepto, con Kataoka dibujando animales sobre fotos de un Tokio abandonado. El equipo también creó un video de presentación en 2D que les ayudó a unificar el concepto. Al inicio el equipo estaba conformado por sólo dos personas, pero conforme avanzaba el proyecto se expandió a un total de 24 para el final del desarrollo. En lugar de mudarse a una oficina exclusiva, el equipo trabajó desde una casa de 92.903 metros cuadrados. Los problemas eléctricos obligaron al estudio a modernizar la residencia, lo que finalmente les costó aproximadamente lo mismo que si se hubieran mudado a una oficina en primer lugar. Kataoka cree que la inexperiencia del equipo en el diseño de juegos ayudó al producto final, y señala específicamente que no habrían optado por poner tantos personajes en el juego si se hubieran dado cuenta del trabajo que implicaba tal hazaña.
Tanto Japan Studio como Sony Worldwide Studios criticaron el proyecto cuando se enteraron de él por primera vez, y Kataoka creyó que el primero se opuso al concepto. Sony Worldwide Studios se mostró abierto a la idea, pero sintió que la jugabilidad en esa etapa del desarrollo era deficiente.
El juego hizo su debut en 2010 en el evento Tokyo Game Show, y GameSpot escribió que el concepto peculiar del juego "hace que sea poco probable que alguna vez se lance en Estados Unidos". Sony señaló en su propio blog de Playstation que la mayor parte de la cobertura inicial se centró en el concepto excéntrico en lugar de en la jugabilidad. Kataoka señaló que él mismo no estaba seguro en ese momento de si el juego alguna vez se lanzaría fuera de Japón, aunque el gran interés de parte de los jugadores europeos finalmente condujo a un lanzamiento mundial.
Tokyo Jungle recibió críticas "promedio", mientras que Tokyo Jungle Mobile recibió "críticas generalmente favorables", según el sitio web de "review aggregation" Metacritic.  
Ellie Gibson, escribió para Eurogamer, describió el juego como "es básicamente un Grand Theft Auto con leones" y lo llamó "una celebración de juegos clásicos, con sus tramas ridículas, tareas repetitivas, violencia excesiva y todo. Logra el truco impresionante y casi imposible de ser un homenaje original".  Patrick Klepek de Giant Bomb también elogió el juego, calificándolo de "un juego bien diseñado y sumamente divertido". Klepek continuó elogiando la variedad de animales del juego y el sistema para desbloquear nuevos animales, así como el sistema de botín y el modo historia. Sin embargo, criticó la inclusión de ciertos animales en el juego como contenido descargable de pago.  En Japón, Famitsu le dio una puntuación de cuatro ochos para un total de 32 sobre 40. 
"The Digital Fix" dijo que "La mecánica es simple, los gráficos promedio, la trama absurda, pero nunca es aburrido, y si no tienes una historia que contarles a tus amigos jugadores después de cada vez que lo juegas, lo estás haciendo mal". The Escapist dijo de manera similar que era "completamente ridículo pero completamente único, mezclando una jugabilidad desafiante con elementos disparatados... La mezcla de absurdo y seriedad es adictiva y sorprendente". The Guardian dijo que, "A pesar de su naturaleza irónica, Tokyo Jungle es un juego excelente. Se siente muy diferente a cualquier otro (la mejor descripción sería un RPG de sigilo, acción y supervivencia), es divertidísimo e increíblemente adictivo".  Anime News Network lo llamó "una experiencia discreta donde puedes hacer aproximadamente tres cosas (comer, dormir y aparearte). No hay muchas escenas cinemáticas ni mucha historia... y [es] una experiencia de persistencia tan buena como cualquier juego puede dar". Sin embargo, Digital Spy le dio tres estrellas de cinco y lo llamó "un título único que, si bien no está exento de defectos, es tremendamente entretenido...".  El mismo sitio web también le dio a la versión de Vita cuatro estrellas de cinco, diciendo: "Los fanáticos del original probablemente estarán dispuestos a mirar más allá de los controles incómodos y el combate menos complejo de ' Tokyo Jungle Mobile, y si lo hacen, encontrarán gran parte del mismo juego de supervivencia adictivo intacto escondido debajo". 

En una entrevista con Siliconera, se le preguntó al director Yohei Kataoka sobre la recepción de ' Tokyo Jungle fuera de Japón: "A Europa le encantó y obtuvimos muchos comentarios excelentes de esa audiencia, pero [en] Estados Unidos... ese simplemente no fue el caso. Recibimos muchos comentarios negativos sobre el juego".

## Lectura adicional
- Welsh, Oli (8 de julio de 2022). «Tokyo Jungle feels like a roguelike invented by someone who never heard of roguelikes». Polygon (en inglés estadounidense). Consultado el 1 de agosto de 2022.